# 苏瓣大苞兰
苏瓣大苞兰（学名：Sunipia soidaoensis）为兰科大苞兰属下的一个种。

## 扩展阅读
- 維基物種上的相關：苏瓣大苞兰